# Gardner, Massachusetts
Gardner är en stad i Worcester County i delstaten Massachusetts, USA.